# Kahanismo

La bandiera del Kach

Il kahanismo è un movimento estremista religioso ebraico di ideologia riconducibile al sionismo di destra e al sionismo religioso.

## Storia
Le premesse sono state indicate da Meir Kahane, il controverso rabbino israelita fondatore del movimento e coniatore del termine, e vedono lo Stato d'Israele come il centro universale dell'ebraismo vedendo quindi promulgata la cittadinanza ai soli ebrei, formando una costituzione teocratica istituita secondo la Halakhah e indicando la guerra come unica soluzione per risolvere problemi quali la questione palestinese e l'antisemitismo dei paesi musulmani.
Dal 1985  le associazioni kahaniste sono state bandite e dichiarate fuorilegge, particolarmente dalla metà degli anni '80 sino agli anni '90 in cui lo Stato cercò di reprimere l'ideologia.
Oggi il kahanismo è tuttavia rigettato in Israele, e le organizzazioni politiche e paramilitari che si ispirano a questa ideologia vengono censurate perché istiganti all'intolleranza razziale e religiosa.

## Ideologia
I kahanisti sostengono che l'unico metodo per vincere l'antisemitismo praticato nei paesi musulmani è la guerra. Prove sull'incoerenza tra le due religioni sono la questione palestinese e le dichiarazioni di vari esponenti musulmani secondo cui Israele non esiste e mai esisterà.
Secondo alcuni sarebbe possibile l'istituzione di uno stato teocratico governato secondo la Halakhah espanso da Israele a parte del Medio Oriente, dando possibilità di voto esclusivamente alle persone di religione ebraica, cosa che potrebbe indebolire fortemente le politiche di paesi vicini come Iraq, Cisgiordania, Striscia di Gaza, Egitto, Giordania, Siria e Libano.

## Organizzazioni politiche e paramilitari
- Lega di Difesa Ebraica (Jewish Defense League): Organizzazione ebraica "violenta, estremista e fanatista", come dichiarato dall'FBI[6]. Alcuni suoi membri sono stati indagati e processati per relazioni con attentati dinamitardi.[7]
- Kach o Kahane Chai: Partito kahanista legato al fanatismo religioso, attivo in Israele e negli Stati Uniti d'America. Fu sciolto per terrorismo nel 1994 dal governo israeliano. Otzma Yehudit, fondato nel 2012, ne è considerato il successore ideologico.
- Gush Emunim Underground (anche conosciuta come Jewish Terror Organization[8]): Movimento paramilitare, estremista e terrorista formato da esuli del partito Gush Emunim nel 1979. Tra gli attentati programmati ma mai riusciti si citano la distruzione con esplosivo della moschea Al-Aqsa e la Cupola della Roccia, entrambe a Gerusalemme. Negli anni '80, a seguito di numerosi blitz delle forze dell'ordine israeliane, il gruppo viene sciolto. L'ultima azione prevedeva l'esplosione di un bus carico di fedeli musulmani il 27 aprile 1984, ma la polizia riuscì in tempo a evitare l'attentato.[9]

## I sostenitori
Tra i sostenitori ebrei di questa ideologia sembra esserci il cantautore statunitense Bob Dylan. Storie circa una sua relazione con il kahanismo sono presenti sin dai primi anni '70, quando fu accusato di essere un fervido sostenitore del rabbino Meir Kahane. Rispondendo alle accuse, Dylan ha dichiarato più volte che Kahane è un ragazzo sincero che cerca di unire tutti.
È comunque stato provato un legame con la Jewish Defense League, cui Dylan sarebbe stato presente ad alcuni incontri per "informarsi" più in specifico sulle tematiche esposte; e relazioni amichevoli con il rabbino Kahane con cui avrebbe avuto più colloqui privati.